# Aeroporto di Trapani-Birgi
L'Aeroporto di Trapani-Birgi (IATA: TPS, ICAO: LICT) è un aeroporto militare italiano, aperto al traffico civile. Ricade sul territorio dei comuni di Misiliscemi (fino al 2021 di Trapani) e di Marsala, accanto al fiume Birgi.
Lo scalo civile è intitolato a Vincenzo Florio, quello militare al tenente pilota, M.O.V.M., Livio Bassi. Nella zona militare è presente anche una Forward Operating Base (base operativa avanzata) della NATO. Il comando aeroporto è assegnato al comandante del "37º Stormo Caccia" dell'Aeronautica Militare, che gestisce anche la torre di controllo del traffico aereo.

## L'aeroporto militare "Livio Bassi"
Il 21 novembre 1961, venne inaugurata e resa operativa la base aerea di Trapani Birgi, che fu intitolata all'aviatore trapanese Livio Bassi, M.O.V.M.. Dal 1964 l'Aeronautica militare fornisce i servizi di assistenza al volo anche al traffico civile.
Grazie alla posizione geografica strategica, dopo la chiusura anche ai voli militari dell'aeroporto di Trapani-Chinisia nel 1978, dalla crisi libica degli anni ottanta in poi, l'"aeroporto militare Livio Bassi" ha conosciuto un incremento dell'attività operativa. 
È base di uno dei tre stormi caccia intercettori dell'Aeronautica militare italiana, a difesa dell'area sud del Mediterraneo.

### La base AMI
L'aeroporto militare, situato sulla strada provinciale, è intitolato al tenente pilota Livio Bassi, medaglia d'oro al valor militare. Dal 22 settembre 1973 furono di base a Trapani una cellula di due caccia F104 del 36º Stormo.
Dal 1982 è di stanza a Birgi l'82º Centro C/SAR (Combat Search and Rescue) del 15º Stormo, che ha impiegato elicotteri HH-3F fino al 2014, successivamente gli HH-139A.
È sede dal 1984 del 37º Stormo dell'Aeronautica Militare prima con gli F104, che dal 2003 al 2012 ha impiegato gli F-16 del 18º Gruppo Caccia concludendo così l'accordo di affitto Peace Caesar, stipulato tra l'USAF e l'Aeronautica Militare. Dal 2006 al 2010 è stato di base a Birgi anche il 10º Gruppo Caccia.

#### Operazioni durante la crisi libica

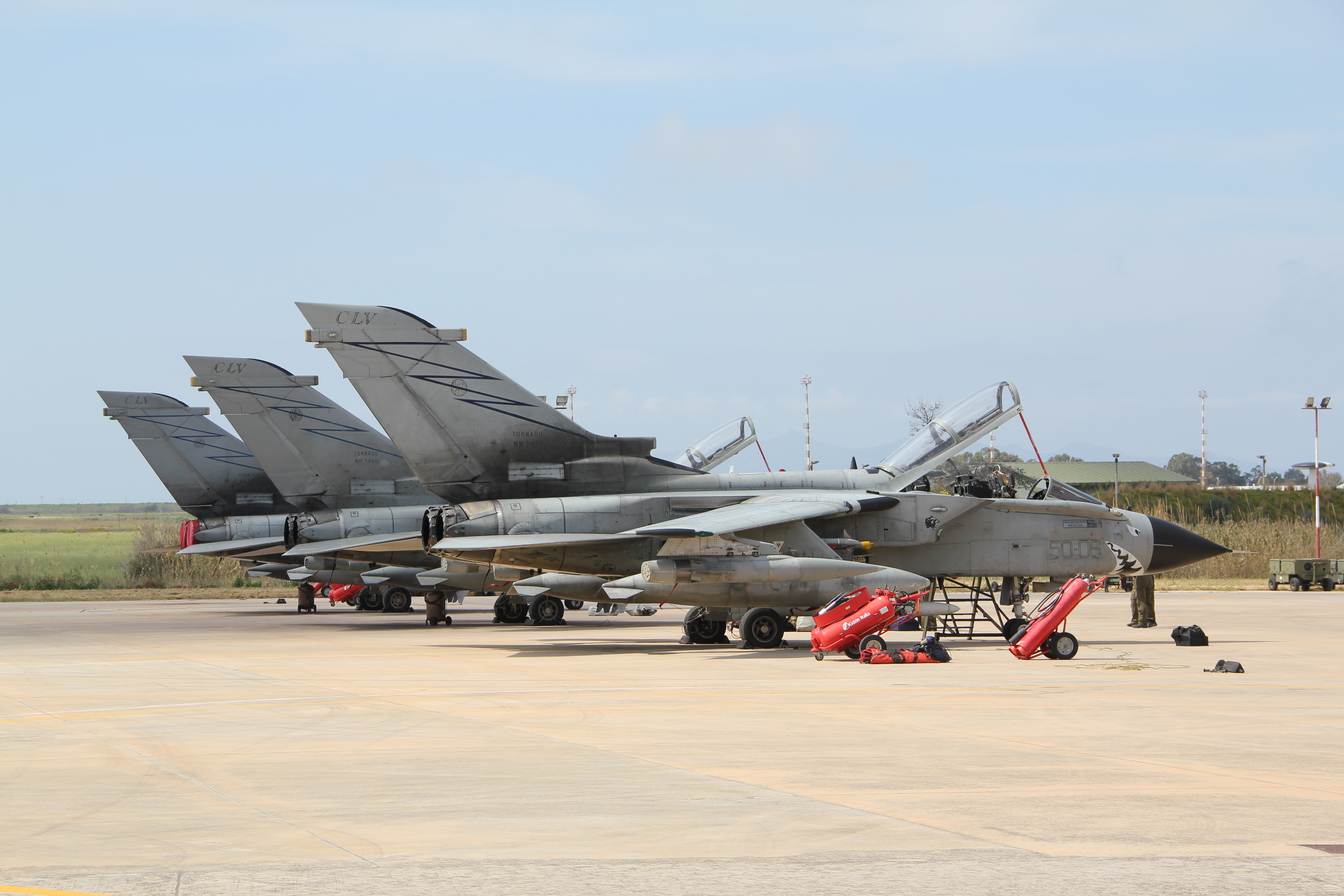
Tornado del 50º Stormo schierati a Trapani Birgi nel 2011 durante l'Operazione Unified Protector

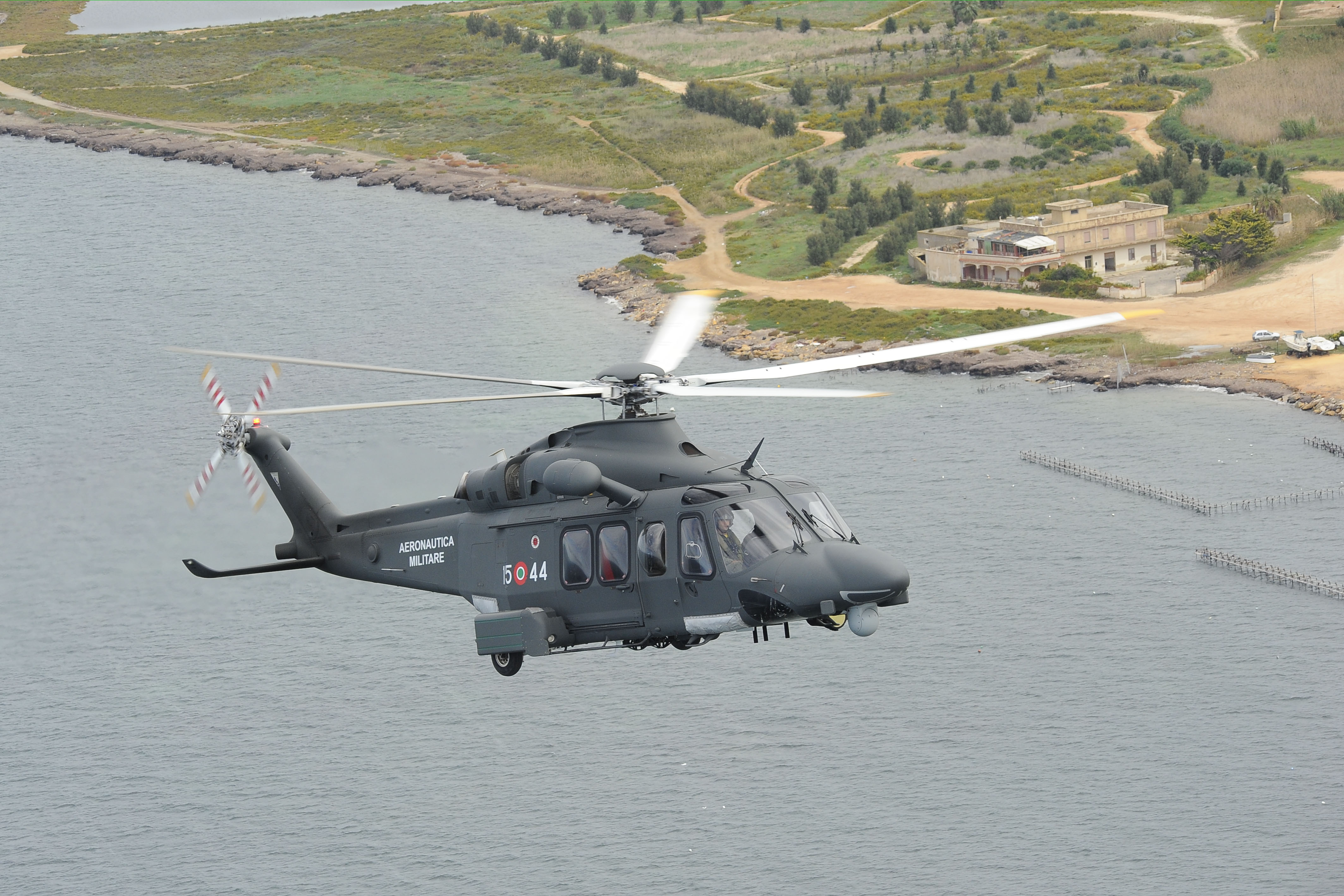
Elicottero dell'82º Centro C/SAR sorvola la costa trapanese

La sera del 20 marzo 2011, nell'ambito dell'operazione Operazione Unified Protector, sei cacciabombardieri Tornado ECR dell'Aeronautica Militare Italiana sono partiti in ricognizione, diretti sulla Cirenaica, supportati da altri due Tornado Tanker ed equipaggiati di missili AGM-88 HARM; rientrarono in aeroporto la sera stessa dando inizio alle operazioni militari italiane nell'ambito dell'intervento militare in Libia nel 2011.
Dal 28 aprile 2011 quattro Tornado IDS diedero il cambio agli altrettanti velivoli della versione ECR, iniziando i primi bombardamenti italiani contro bersagli di superficie.
Dalla base in quei mesi hanno operato i caccia intercettori F-16 Fighting Falcon del 37º Stormo, i caccia Eurofighter 2000 Typhoon del 4º Stormo e del 36º Stormo, i Tornado IDS del 6º Stormo, i Tornado ECR del 50º Stormo e gli AMX Ghibli del 32º Stormo e del 51º Stormo.
Una batteria missilistica "Spada" del 2º Stormo è stata inoltre rischierata in tempi rapidissimi all'aeroporto di Trapani Birgi in occasione della crisi libica del 2011, prendendo così parte alle operazioni in Libia "Odissey Dawn" e "Unified Protector".

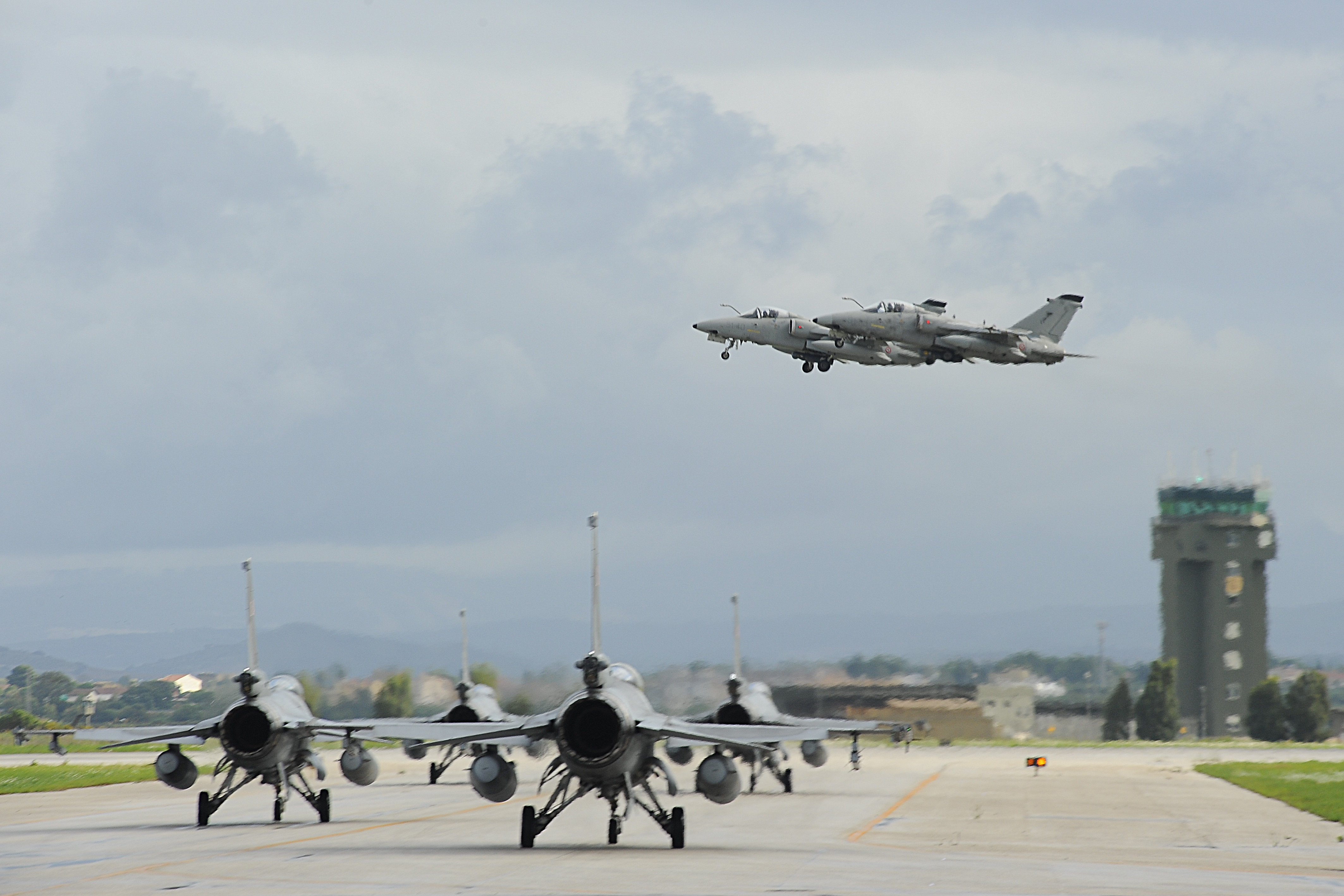
Due AMX italiani in volo e quattro F-16 polacchi pronti al decollo dalla base di Trapani durante l'esercitazione Trident del 2015

Da ottobre 2012 sono assegnati al 18º Gruppo caccia i nuovi velivoli Eurofighter Typhoon.

#### Dalla Trident 2015

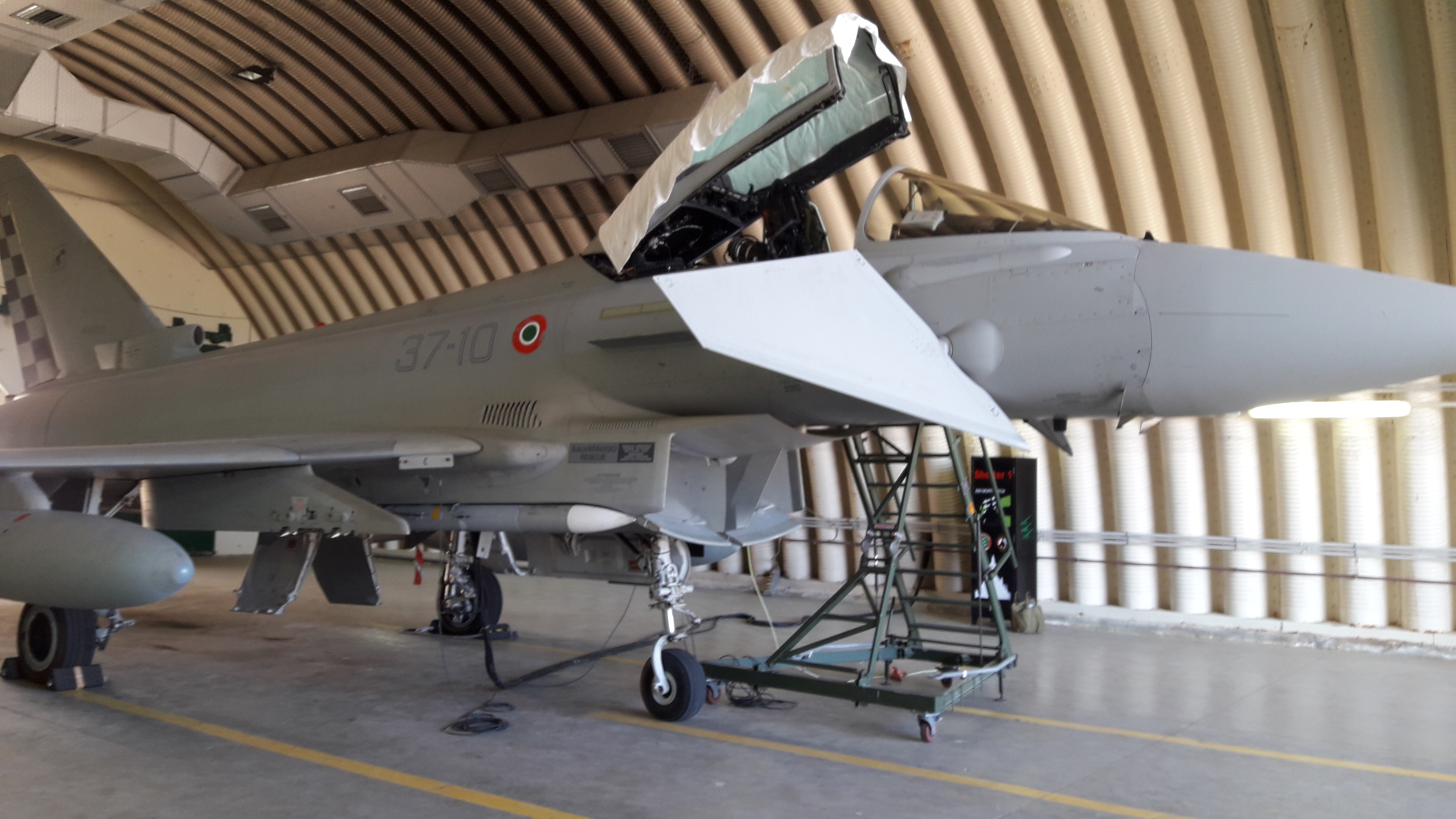
Eurofighter Typhoon del 37º Stormo dell'Aeronautica militare nell'hangar della base di Trapani

Tra ottobre e novembre 2015 la base è stata il centro operativo di "Trident Juncture 2015", la più grande esercitazione aerea NATO dal 2002 in poi.
L'esercitazione ha visto la partecipazione di 140 aerei di 28 paesi dell'alleanza.
Il 15 gennaio 2016 lo stato maggiore della difesa ha ridislocato temporaneamente quattro AMX del 51º Stormo presso l'aeroporto di Trapani Birgi per l'Operazione Mare Sicuro.
L'Aeronautica Militare è responsabile oltre che dell'assistenza di volo, anche della gestione e manutenzione delle piste che sono parte del demanio militare e che condivide con i voli civili.
Le piste sono due: la pista principale, con orientamento 13R/31L, e una seconda pista con orientamento 13L/31R, utilizzata come pista di rullaggio o di emergenza.
Il comandante del 37º stormo è anche al comando dell'aeroporto. Dal 12 giugno 2024 è il colonnello pilota Daniele Mastroberti. 

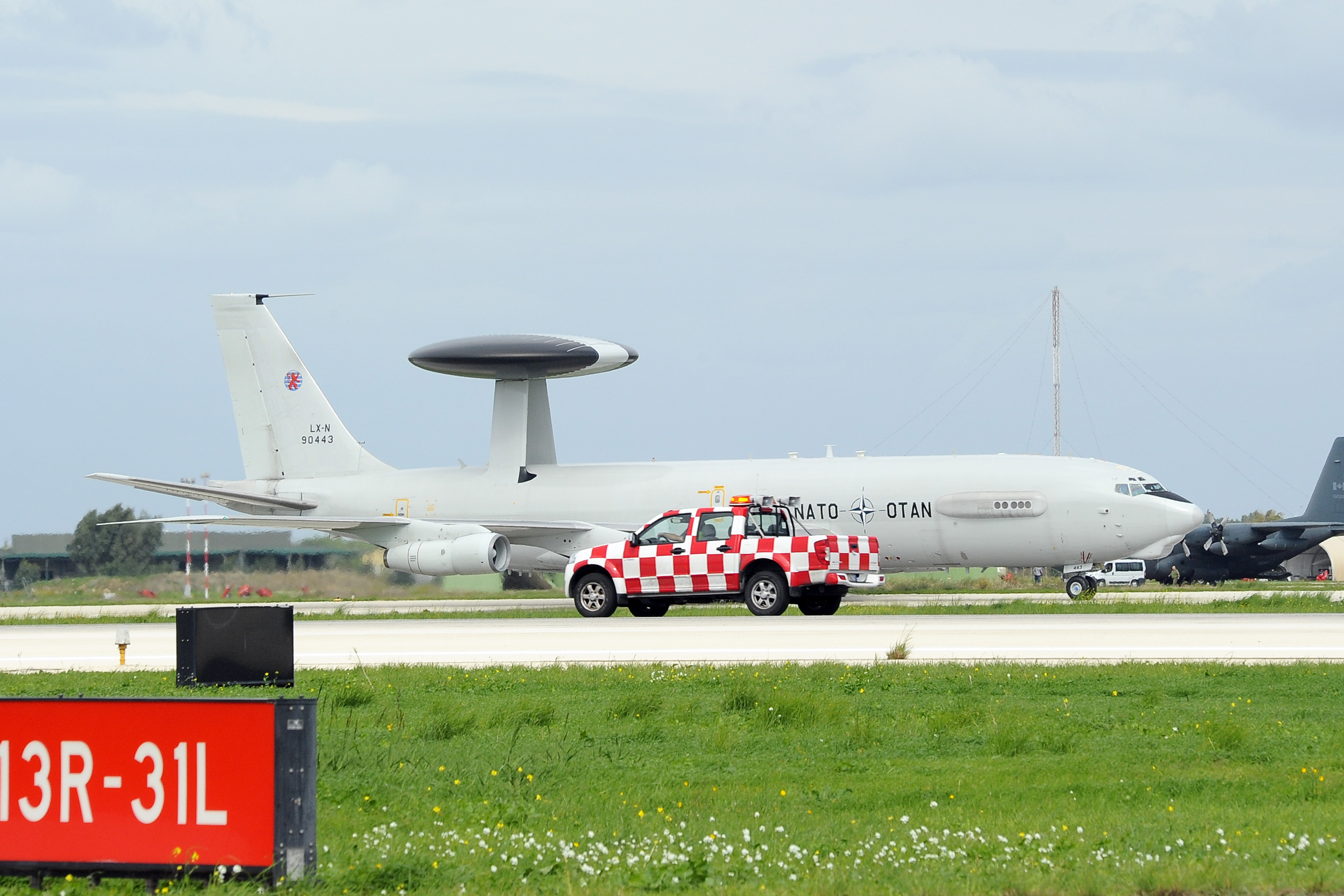
AWACS della NATO a Birgi

### La Base FOB della NATO
All'interno dell'aeroporto militare è operativa la base NAEW & CF FOB (NATO Airborne Early Warning & Control Force – Base operativa avanzata).
Nata nel 1986, è sede dei velivoli del sistema di aviosorveglianza e controllo Boeing E-3 Sentry. Fornisce supporto tecnico-operativo e logistico agli AWACS della E-3A Component, di base a Geilenkirchen in Germania, da cui dipende il personale che è quasi interamente fornito dall'Aeronautica Militare Italiana. Il Comandante della base Nato dal 4 settembre 2024 è il ten. col. Cristiano Undecimo 

## Lo scalo civile "Vincenzo Florio"
Lo scalo civile, situato in una frazione d'area separata dalla base militare, iniziò l'attività a partire dagli anni sessanta, quando nel nuovo aeroporto militare furono trasferiti anche i voli civili, operati da Alitalia, per Palermo, Pantelleria e Tunisi, in precedenza effettuati dall'aeroporto di Trapani-Chinisia. Nel 1964 iniziarono i collegamenti con Napoli e Roma-Fiumicino, mentre nel giugno dello stesso anno ATI inaugurò i suoi voli per Pantelleria e Palermo. Successivamente si aggiunse il volo per Milano Linate.
Gli anni novanta segnarono un periodo di quasi inattività dello scalo, con collegamenti effettuati solamente con Pantelleria. Dopo la ristrutturazione dell'aerostazione, dal 2003 il traffico aereo conobbe un sensibile incremento grazie all'istituzione di nuove tratte per Bari-Palese Macchie, Venezia-Tessera, Milano-Linate e Roma-Fiumicino, operate fino al luglio 2008 da Air One e successivamente, fino al settembre 2008, da Air Bee.
Meridiana ha riattivato collegamenti giornalieri con Pantelleria, mentre la compagnia Air One nel 2010 effettua voli per l'aeroporto di Milano-Malpensa. Dal 2006 opera Ryanair, con collegamenti nazionali e internazionali.
Nel piano regionale del trasporto aereo siciliano, è in progetto la costituzione di due poli aeronautici: quello occidentale, costituito dagli aeroporti di Palermo e Trapani, e quello orientale, rappresentato dagli scali di Catania-Fontanarossa e Comiso.
Il 4 maggio 2011, il CdA dell'ENAC ha approvato la delibera di concessione della gestione totale trentennale dell'Aeroporto di Trapani a favore della società di gestione Airgest S.p.A.
L'aeroporto è classificato "militare aperto al traffico aereo civile", quindi i servizi di assistenza al volo (radioassistenze, traffico aereo, meteorologia) sono forniti dal personale del 37º Stormo dell'Aeronautica Militare Italiana anche agli aerei civili.

### Il conflitto libico
Per agevolare le operazioni dell'Aeronautica Militare nell'ambito della risoluzione ONU n. 1973 relativa alla crisi e guerra civile libica del 2011, il 21 marzo 2011 l'aeroporto viene chiuso al traffico civile. Alcuni voli passeggeri vengono soppressi e gli altri spostati all'aeroporto di Palermo-Punta Raisi. Le tratte vengono ripristinate gradualmente e in forma parziale solo a partire dai primi giorni di aprile 2011 per tornare a pieno regime a partire dalla fine del mese di marzo 2012.
Nel 2013 il ministero della Infrastrutture e dei trasporti lo ha individuato tra gli "aeroporti di interesse nazionale".

### La crisi con Ryanair
Intanto una crisi, con un calo continuo di passeggeri, si fa sentire. Dai 1.598.571 passeggeri del 2014 si scende progressivamente ai 185.581 del 2020.
Infatti ad aprile 2017, alla scadenza del contratto con la compagnia aerea Ryanair, la società di gestione Airgest emette un bando per la copertura dei voli nazionali ed internazionali. Il bando viene impugnato da Alitalia in un ricorso al TAR che ne ammette la validità. Ritirato il bando in auto-tutela, Airgest emette un nuovo bando, finanziato dalla Regione Siciliana, suddiviso in 22 lotti ma cui vanno aggiudicate solo le tratta di Roma e Milano ad Alitalia e quella di Torino a Blue Air. A seguito di questi eventi, il traffico passeggeri crolla negli anni 2018 e 2019.
Nel giugno 2020, dopo il periodo di chiusura per pandemia da Covid-19, la compagnia aerea Alitalia ha annunciato la cancellazione delle proprie rotte quotidiane dal mese di luglio 2020. La compagnia spagnola AlbaStar ripristina il volo quotidiano per Roma Fiumicino, cancellato da Alitalia nelle settimane precedenti.

### La ripartenza dal 2021
La compagnia aerea Albastar crea il proprio hub presso il Vincenzo Florio con voli per Napoli, Ancona, Brindisi, Parma, Trieste e Perugia.
La compagnia aerea danese Dat conferma i propri voli per l'isola di Pantelleria mentre Corendon Airlines per Amsterdam.
L'aeroporto viene dotato di un'illuminazione LED di classe energetica A, con un annuncio alla stampa del 5 marzo 2022 in collaborazione con la società energetica Engie, responsabile tra l'altro dell'installazione di un impianto fotovoltaico di 300 m² sull'aerostazione dell’aeroporto, con una potenza di 50 kWp, il quale produrrà circa 75.000 kWh/anno di energia elettrica per il bisogno dell'attività aeroportuale.
Ryanair conferma la sua nuova leadership presso l'aeroporto con ben 22 rotte, toccando città italiane come Bologna, Pisa, Venezia, Milano e Roma ed internazionali come Bruxelles, Francoforte, Malta, Londra, Siviglia e Manchester.
Il 1 luglio 2022 l'aeroporto segna il record per grandi flussi di passeggeri post-pandemia, facendo dimenticare il periodo dell'emergenza sanitaria con una cifra del +73% rispetto al 2021 per passeggeri. 
Il 12 luglio atterra con un nuovo volo per Forlì la compagnia aerea AeroItalia.
Il 7 settembre 2022 il presidente Airgest Salvatore Ombra annuncia che la compagnia aerea Ryanair denominerà per i suoi voli lo scalo "Trapani-Birgi Vincenzo Florio"  con il nome commerciale di "Trapani-Marsala Vincenzo Florio".
Dal 25 febbraio al 16 marzo 2024 l'aeroporto è rimasto completamente chiuso per lavori di manutenzione alla pista e ad alcune aree del terminal aeroportuale. Durante il periodo di chiusura il traffico aereo svolto da Birgi è stato operato dall'aeroporto di Palermo-Punta Raisi.

## Il gestore civile

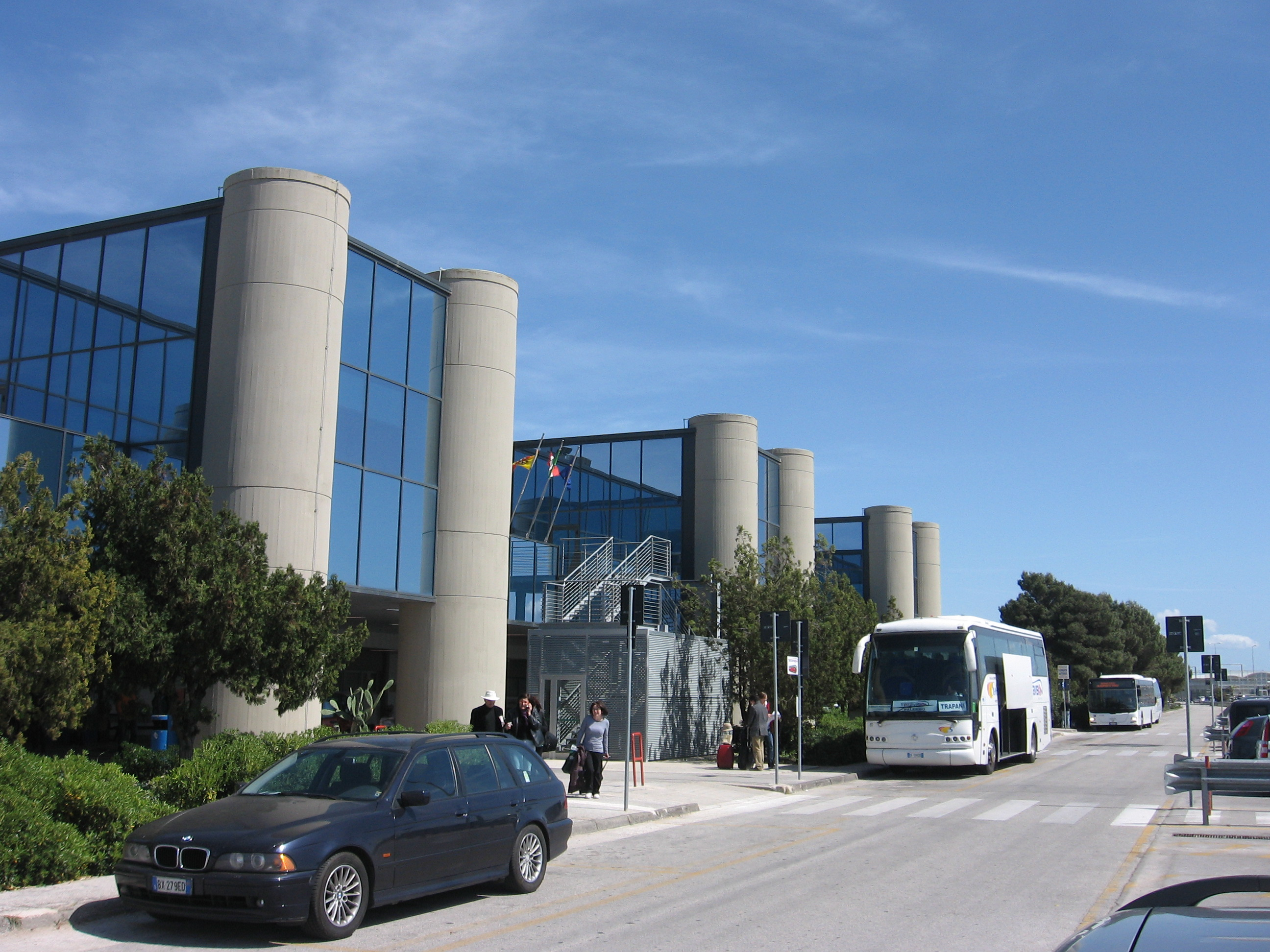
Veduta esterna dell'aerostazione civile

La gestione dello scalo civile è affidata alla società Airgest, con sede in Trapani, costituita nel giugno 1992 ed operativa dal gennaio 1993.
La società è nata a componente azionaria mista, pubblica per il 51% (Provincia di Trapani e Camera di Commercio) e privata per il restante 49%.
A seguito della ricapitalizzazione del 2017, a cui i soci privati non hanno partecipato, la componente azionaria è passata al 99,93% in mano alla Regione Siciliana.

## Dati di traffico
Questo grafico non è disponibile a causa di un problema tecnico.
Si prega di non rimuoverlo.
Vedi la query Wikidata di origine.
La tabella non riporta i passeggeri in transito.
| Anno | Totale passeggeri | Variazione % anno prec. |
| ---- | ----------------- | ----------------------- |
| 2023 | 1.332.368         | 49,4%                   |
| 2022 | 891.670           | 108,4%                  |
| 2021 | 427.803           | 130,5%                  |
| 2020 | 185.581           | 54,9%                   |
| 2019 | 411.438           | 14,4%                   |
| 2018 | 480.524           | 62,8%                   |
| 2017 | 1.292.957         | 13,40%                  |
| 2016 | 1.493.519         | 5,90%                   |
| 2015 | 1.586.992         | 0,73%                   |
| 2014 | 1.598.571         | 14,9%                   |
| 2013 | 1.878.557         | 19,0%                   |
| 2012 | 1.578.753         | 7,36%                   |
| 2011 | 1.470.508         | 12,6%                   |
| 2010 | 1.681.886         | 57,5%                   |
| 2009 | 1.069.528         | 100,5%                  |
| 2008 | 533.310           | 5,2%                    |
| 2007 | 507.185           | 62,3%                   |
| 2006 | 312.459           | 19,8%                   |
| 2005 | 389.735           | 5,2%                    |
| 2004 | 410.898           | 66,7%                   |
| 2003 | 246.474           | 393,6%                  |
| 2002 | 49.932            | 20,0%                   |
| 2001 | 62.430            | 82,3%                   |
| 2000 | 34.321            | Stabile                 |

|           | 2009      | 2010      | 2011      | 2012      | 2013      | 2014      | 2015      | 2016      | 2017      | 2018    | 2019    | 2020    | 2021    | 2022    | 2023      |
| --------- | --------- | --------- | --------- | --------- | --------- | --------- | --------- | --------- | --------- | ------- | ------- | ------- | ------- | ------- | --------- |
| Gennaio   | 36.080    | 73.814    | 103.120   | 76.385    | 78.855    | 77.446    | 81.064    | 77.220    | 81.743    | 41.513  | 32.773  | 21.787  | 6.647   | 27.753  | 43.296    |
| Febbraio  | 35.668    | 74.300    | 95.297    | 73.623    | 74.788    | 69.620    | 76.090    | 78.373    | 76.094    | 39.437  | 31.730  | 20.198  | 4.482   | 30.049  | 38.080    |
| Marzo     | 43.865    | 98.213    | 87.212    | 94.581    | 98.295    | 87.254    | 90.291    | 93.705    | 98.518    | 41.239  | 40.481  | 4.381   | 7.415   | 44.951  | 56.794    |
| Aprile    | 78.765    | 118.141   | 119.920   | 146.056   | 179.653   | 152.099   | 153.241   | 139.345   | 132.128   | 33.459  | 29.879  | 2       | 8.450   | 77.151  | 120.291   |
| Maggio    | 112.296   | 163.773   | 131.018   | 147.999   | 187.336   | 159.597   | 161.138   | 150.526   | 137.730   | 37.311  | 31.358  | 25      | 15.957  | 86.434  | 134.295   |
| Giugno    | 112.714   | 175.700   | 142.005   | 158.812   | 198.310   | 167.797   | 165.987   | 150.653   | 139.434   | 40.217  | 37.635  | 1.800   | 42.062  | 95.859  | 141.621   |
| Luglio    | 129.387   | 200.016   | 162.694   | 184.073   | 225.104   | 179.167   | 171.502   | 157.407   | 154.695   | 43.885  | 40.918  | 23.383  | 65.537  | 113.590 | 254.733   |
| Agosto    | 132.951   | 214.868   | 169.562   | 198.128   | 237.530   | 197.359   | 186.780   | 170.025   | 163.803   | 44.435  | 44.338  | 42.477  | 74.807  | 122.223 | 193.289   |
| Settembre | 117.324   | 187.956   | 146.369   | 164.664   | 212.263   | 176.075   | 172.499   | 150.345   | 142.478   | 41.931  | 38.154  | 31.654  | 61.373  | 110.884 | 145.167   |
| Ottobre   | 108.782   | 168.997   | 134.636   | 149.188   | 190.053   | 156.366   | 157.500   | 147.756   | 129.037   | 38.687  | 33.720  | 27.042  | 56.942  | 94.296  | 120.909   |
| Novembre  | 75.049    | 100.650   | 83.848    | 91.891    | 101.190   | 88.123    | 87.332    | 86.330    | 5.908     | 38.443  | 24.691  | 4.955   | 39.518  | 43.314  | 40.307    |
| Dicembre  | 86.644    | 106.563   | 94.827    | 93.353    | 95.180    | 87.668    | 83.568    | 91.834    | 31.389    | 39.967  | 25.761  | 6.841   | 44.575  | 45.164  | 43.586    |
| TOTALE    | 1.069.528 | 1.681.886 | 1.470.508 | 1.578.753 | 1.878.557 | 1.598.571 | 1.586.992 | 1.493.519 | 1.292.957 | 480.524 | 411.438 | 185.581 | 427.803 | 891.670 | 1.332.368 |

Nel 2010 ha ottenuto il maggior incremento di traffico passeggeri in percentuale tra i primi 30 aeroporti italiani. Nel 2016 secondo i dati ufficiali ENAC ha avuto un traffico di 1.491.309 passeggeri, con un calo del 5,9% rispetto all'anno precedente.
Lo scalo di Trapani è stato chiuso dal 6 novembre al 10 dicembre 2017.

## Servizi

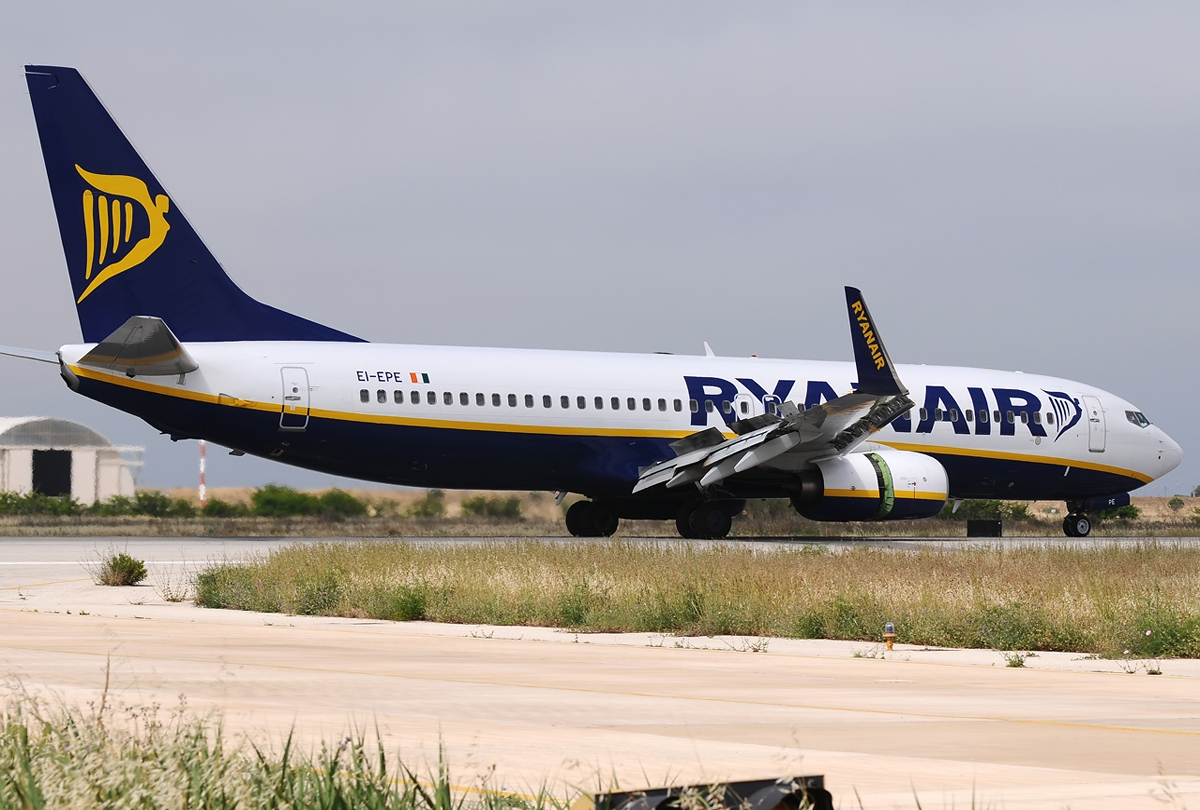
Un Boeing 737 di Ryanair a Birgi nel 2012

L'intera stazione aeroportuale è un'area a Wi-Fi libero.
L'area di parcheggio lunga sosta dispone di 658 posti auto e 18 per disabili.
Inoltre, l'intero aeroporto è dotato di un sistema di illuminazione led di recente installazione.

## Trasporti

### Collegamenti stradali
L'aeroporto è collegato alla rete autostradale e Palermo dall'autostrada A29 dir/A e alle vicine città di Trapani e Marsala dalla SP 21 e dallo S.V. Marsala-Birgi (Scorrimento Veloce Trapani-Marsala). Le aree per i taxi si trovano al piano terra davanti all'uscita dedicata agli arrivi.

### Autobus
All'esterno del molo sono presenti le fermate dei mezzi pubblici di varie compagnie che collegano l'aerostazione con diverse località dell'isola (tra queste Trapani, Marsala, Palermo, Castelvetrano, Mazara del Vallo, Menfi, Sciacca, Ribera, Porto Empedocle, Agrigento).La Sicildriver collega, su prenotazione, l'Aeroporto Trapani Birgi con San Vito lo Capo.

### Treni
A 2 km dall'aeroporto si trova la stazione di Mozia-Birgi, sulla linea ferroviaria Alcamo Diramazione-Castelvetrano-Trapani. Dalla stazione sono raggiungibili Trapani (tempo di percorrenza 15 minuti), Marsala (10 min.), Mazara del Vallo (30 min.), Castelvetrano (50 min.). Non esiste un collegamento navetta tra l'aeroporto e la stazione ferroviaria.

## Incidenti
Nel corso della sua attività, le unità aeree che avevano in uso l'Aeroporto militare "Livio Bassi" hanno subito degli incidenti. La lista è la seguente:

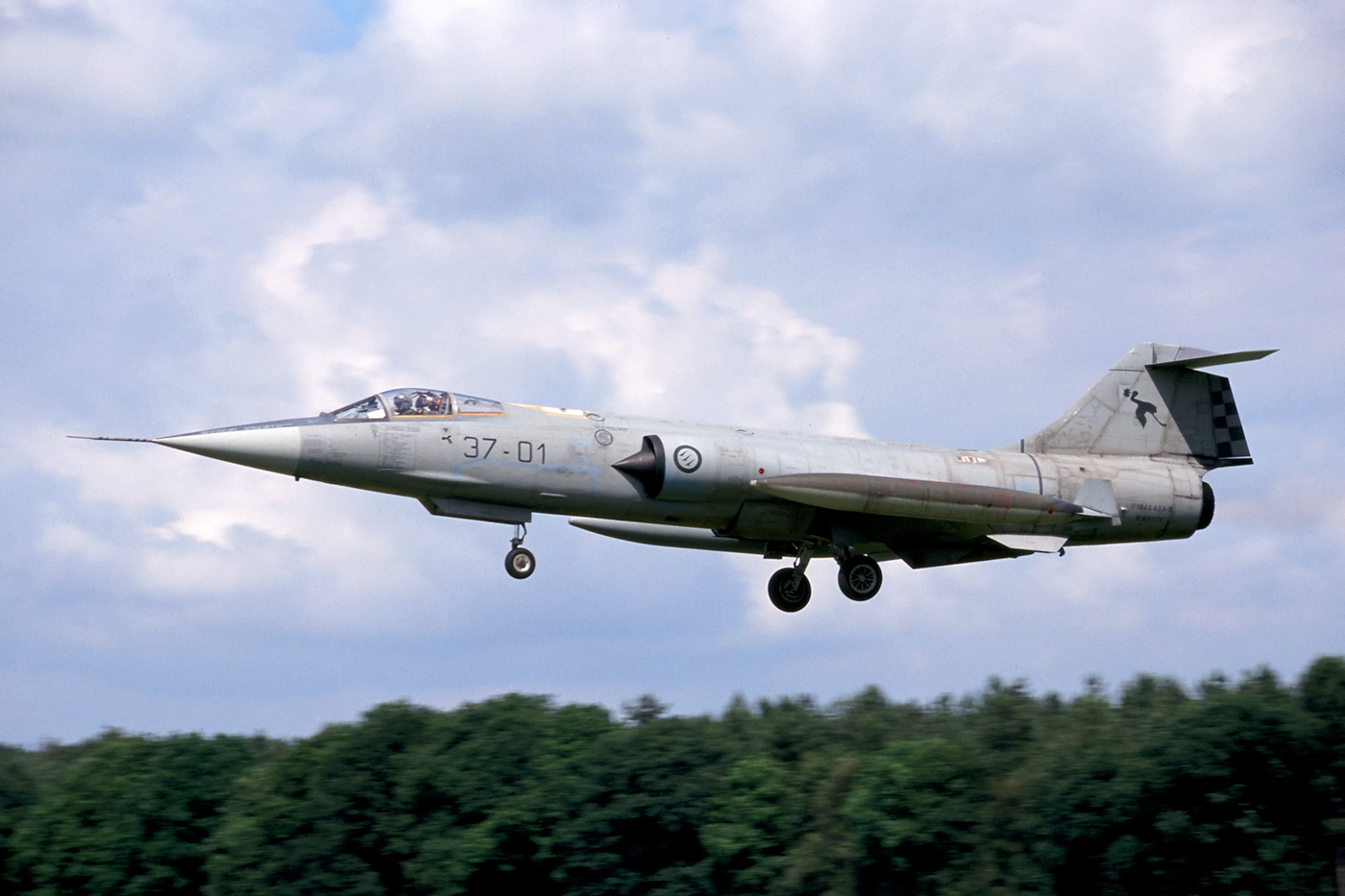
Un F-104 del 18ºgruppo caccia, protagonista di diversi incidenti

- 13 dicembre 2022: un Eurofighter F2000A "Tifone" del 37º Stormo[32] precipitava in fase d'atterraggio nei pressi dell'aeroporto, in località Rilievo, causando la morte del capitano pilota Antonio Fabio Altruda.[33]
- 11 febbraio 2008: un F-16 Block 15B ADF del 37º Stormo[34] precipitava in mare tra le isole di Levanzo e Marettimo. Il maggiore pilota Maurizio De Angelis riusciva a lanciarsi col paracadute riportando ferite non gravi.
- 5 novembre 2007: un F-16 Block 15M ADF del 37º Stormo[35] subiva un impatto con volatili in fase di atterraggio, schiantandosi all'interno del perimetro dell'aeroporto a circa 50 metri dalla pista. Illeso il pilota, capitano Moris Ghiadoni.
- 26 gennaio 2004: un F-16 Block 15A ADF del 37º Stormo[36] precipitava in mare a circa 9 miglia nautiche dalla costa di Trapani. Il capitano pilota Giuseppe Morana riusciva a lanciarsi col paracadute, illeso.[37]
- 15 aprile 1997: un F-104S-ASA del 37º Stormo[38] precipitava in mare circa 40 miglia nautiche a Nord di Pantelleria. Il tenente pilota Stefano Faedo si lanciava col paracadute ma non fu possibile localizzarlo.
- 12 novembre 1996: un F-104S-ASA del 37º Stormo[39] precipitava in mare a circa due miglia dalla base di Birgi in fase di atterraggio; il capitano pilota Michelangelo Trimarchi, pur lanciandosi con il paracadute, perdeva la vita nell'incidente.[40]
- 7 agosto 1990: un F-104S-ASA del 37º Stormo[41] precipitava in contrada Ranieri Cesarò, in provincia di Messina. Il tenente pilota Vito Falco, pur lanciandosi con il paracadute, perdeva la vita nell'incidente.[42]
- 14 giugno 1989: il tenente pilota Michele Provvidenti Parisi perdeva la vita precipitando in mare con un F-104S del 37º Stormo[43] a circa 130 miglia nautiche dalle coste di Marsala;
- 31 maggio 1988: un TF-104F del 4º Stormo [44] precipitava all'interno dell'aeroporto di Birgi mentre eseguiva un tonneau nel corso delle riprese di un filmato, provocando la morte del maggiore pilota Piero Vidale e del sergente maggiore fotografo Giovanni Montagna[45]

## Operatori
- Ryanair
- DAT